# 宮城リョータ
宮城 リョータ（みやぎ リョータ）は、井上雄彦の漫画作品およびそれを原作とするアニメ『SLAM DUNK（スラムダンク）』に登場する架空の人物。
担当声優は塩屋翼。劇場アニメ『THE FIRST SLAM DUNK』では仲村宗悟、少年時代の声優は島袋美由利。

## プロフィール
- 所属：湘北高等学校2年1組
- 身長：168 cm
- 体重：59 kg
- 誕生日：7月31日[2]
- 出身地：沖縄県南城市みーばるビーチ付近
- 背番号：7
- ポジション：ポイントガード（PG）

## 人物
沖縄生まれで、ソータという兄が居たが、海難事故で亡くなっている。
小学校からポイントガードで、田岡茂一からは「神奈川県内でも五指に入るガード」と称された実力者。安田靖春は同じ中学校に通っていた同級生であり、「リョータ」「ヤス」と呼び合う仲である。
安西に憧れ、強豪高校からの誘いを断り湘北へ入学。入部時は「いずれ神奈川No.1ガードと呼ばせて見せる」と豪語していた。彩子にはあまり相手にされず、彼女への未練を断ち切るために数多くの女性に告白するもことごとく振られ続ける。
ある日、生意気で目立っていた彼に目を付けた三井たち番長軍団に暴行され、その際、アタマの三井だけは倒すと決めて彼だけを集中的に攻撃し、前歯を折るなどして大怪我を負わせた。後述の退院後、他校の女子生徒に振られたところを偶然目撃していた桜木軍団に馬鹿にされ、翌日には彩子が桜木と部活に向かうために一緒に歩いている場面に遭遇し桜木を彩子の彼氏と思い込み、大喧嘩になる。その後も体育館で桜木との喧嘩は続く。潮崎は桑田に、「今年は桜木が居るから、核弾頭に核弾頭をぶつけるようなもんだ」と語り、石井は喧嘩の様子を「目にもとまらぬ連続技」と感心していた。だが言動で彩子に惚れてると桜木に見破られてからは、共に女運がなく片思いの相手に振り向いてもらえないゆえに桜木と意気投合し、翌日の練習には肩を組んで現れるほどの仲に。和解後、桜木からは「リョータ君」、三浦台戦以降は「リョーちん」と呼ばれるようになる。作中にて桜木軍団を除けば、桜木を下の名前で呼ぶ唯一の人物である。
桜木同様に、お調子者で短気だが、桜木よりは冷静であり、観察眼にも優れる。問題児軍団の例に漏れず、成績は悪いが、彩子に見てもらうとテストでは解けなかった問題も自力で解けた辺り、やる気の有無な様子。三井とは和解しながらも余計な一言を言って、怒らせることも少なくない。耳にはピアスを着けており、県予選では白二つのリストバンドを、インターハイでは赤と黒のリストバンドをそれぞれ左腕に着けている。
赤木と木暮の引退後、新キャプテンに就任する（就任挨拶の際、引退せず部に残る三井にヤジられ「目の上のたんこぶめ」とつぶやく一幕もあり）。原作終了後の黒板漫画ではリーダーシップのハウツー本に影響され、赤木以上の鬼キャプテンとして鳴らしており、この練習の厳しさにより三井とは、しばしば喧嘩になる様子。
連載中に行われた人気投票では1回目では第9位2回目では第5位にランク入りしている。
作者の井上によれば、リョータという名前がカタカナであることは、桜木が人の名前をあだ名で呼ばない時は、必ずカタカナにしていたため、桜木に「リョータ君」と呼ばせていたら、自然とカタカナになり、漢字をあてられなくなったからとのこと。また中国語圏では「良田」と漢字があてられ、愕然としたとも述べる。

## プレイスタイル
速攻を中心としたゲームメイクや、小柄であるが高い運動能力とテクニックを活かしたスピードプレイが持ち味。湘北一と言われるそのスピードは他校のプレイヤーからも注目を受ける。花道に（騙しのテクニックである）フェイクを伝授したりもしている。安西からは「（チームに）スピードと感性をもたらした」と言われた。
ジャンプ力もあり、10cm程度の身長差であればシュートブロックするのは難しくない。中距離および外角からのシュートやフリースローは苦手。病み上がりのせいかスタミナは高くない（ゲーム・IH予選完全版での数値化された能力）が、IH予選の三浦台戦の安西による懲罰を除けば描写があったほぼ全ての試合で40分間フル出場しているため、他の強豪校の選手に格段劣るわけではない。
上背がないため、試合ではチームのウィークポイントと見なされたり、花道同様にムキになりやすい性格が試合に影響することもあり、山王戦にて、牧からは「まだ甘い」と評されている。精神的に弱い面もあり、山王戦の前夜には山王のビデオを見て怖がり、彩子の前で弱気な発言をしたことも。しかし、海南戦では桜木とのリバウンド争いを制した高砂のボールをはたいて花道のダンクをアシストし、陵南戦では仙道の不意をつき駄目押しのシュートを決め、山王戦では終盤においてゲームの流れや相手の心理状況を的確に判断し、戦意を喪失しつつあるチームメイトを叱咤して、崩壊寸前のチームを支えた。山王戦では湘北が崩壊する中、安西から切り込み隊長としてボール運びを任され、沢北と深津のダブルチームをドリブルで置き去りにして流川へのパスを出す。その他、試合で相手の裏をかくフェイクの技を花道に伝授している。

## 『ピアス』
週刊少年ジャンプ特別読切『ピアス』にて、小学6年生のりょうた、あやこという人物が描かれており、欄外には「彩子とリョータの秘密」と記述があるものの、スラムダンク本編のリョータ、彩子と同一人物かどうかは言及されていない。
作中ではりょうたが小学3年生の時に兄を海で亡くし、その際に一緒に釣りに連れて行ってもらえなかったことに腹を立てて口にした「バカ兄!! もう帰ってくるな!!」との罵声が最後の言葉になったため、非常に後悔している旨が描かれている。

## 『THE FIRST SLAM DUNK』
2022年12月3日に公開された劇場アニメ『THE FIRST SLAM DUNK』にて、原作で明かされなかった過去及び家族構成が判明した。内容には前述の『ピアス』の設定と共通する箇所もある。

### 家族
宮城ソータ
声 - 梶原岳人
宮城家の長男でリョータの3つ上（12歳）の兄。地域のミニバスで名選手として知られていた。背番号は7。釣りに出た船で海難事故に逢い逝去。弟と誕生日が同じであり、それを珍しいなと話していた。
父が亡くなった際、悲しみに暮れる母を見て自身が行なっているバスケに習い「この家のキャプテンになる」と宣言し、リョータを副キャプテンに任命。
この時は気丈に振舞っていたものの、本当は強い悲しみを感じており、後に海に面する岩場に作った秘密基地の中で泣いていた。
あるバスケ関係の雑誌で山王工業の記事を読み、リョータに山王に入るのかと聞かれた際、「それよりもこうだ」と表紙の「山王」に続き「（山王）に勝つ」と書き込み、試合の様子を想像していた。
リョータとアンナに「ソーちゃん」と呼ばれている。
宮城カオル
声 - 園崎未恵
宮城家の母。夫、立て続けにソータを亡くし、2人を喪った悲しみから未だ抜け出せず、それが原因でリョータと関係を上手く立て直せずにいる。ソータの試合やリョータがバスケの練習をする様子をビデオに収めており、2人の誕生日にはそれを観賞。
ソータの事を思い出すバスケは嫌だとリョータは推測していたが、リョータがバスケをするのを止めた事は一度もない。IH第2回戦の山王工業との試合を観戦していた。
宮城アンナ
声 - 久野美咲
宮城家の長女で妹。朗らかで人当たりの良い性格で、ソータ亡き後の宮城家における潤滑油的な存在。ある時期までソータが遠くの島で暮らしていると思い込んでいた。

### 『THE FIRST』におけるリョータ
少年時代
兄にバスケを教わり、何度も1on1を申し込むなどバスケに没頭。　
ソータが釣りに行く際、1on1を放棄された事が不満で泣きながら罵声を浴びせ、それが最後の言葉となる。
ソータの逝去後、同じ背番号7を受けミニバスの試合に出場するも相手チームのソータと対戦した事のある選手や観戦者に「兄ほど凄くない」などソータと比べる発言を多々受ける。
ソータの部屋で雑誌を読み返していた際、カオルが部屋をもう必要ないと片付け始め、それを止めつかみ合いの喧嘩になる。この時期から2人の関係が変わっていく。
その後、沖縄から神奈川に引っ越す。転校先で感じの悪い自己紹介をし同級生から暴行を受け孤立。また、新しい家が団地のため以前のように自由にバスケが出来ずフラストレーションが溜まっていった。
ある日、バスケットコートで行おうとするも1on1をする相手もおらず1人で黙々と練習していたところ、三井寿が訪れ1on1の相手となる。しかし突っぱねる様な態度で接し、三井もすぐに友人の元へ行き、そのまま高校に入学するまで再会する事は無かった。

高校入学後
中学を卒業後、湘北高校に入学。バスケ部に入部し、赤木・木暮と出会う。
練習などに取り組む際、赤木から「プレイがチャラい」などと叱咤される事が多く、その度に悪態をついていた。同じく湘北に入学した安田は赤木がリョータに期待していると諭すも、関係はそこまで良好とはいかないままであった。
しかし、夏のIH予選にて敗退した後、3年（キャプテン）が自分たちが引退して「（赤木による）恐怖の独裁政権の始まりだ」「問題児（リョータ）も残る」と散々な言いようであり、リョータのプレイについても触れていた。その時に赤木が「宮城はパスが出来ます」と庇い立てするような発言をし、赤木の真意を知る。
その後も練習のたびに叱咤されて悪態をつく繰り返しであったが、ある日の帰りに三井・堀田達と遭遇。堀田達に絡まれるも三井に「いつでも1on1やってやるよ、負けたら坊主な」と挑発し逃げ出す。これがきっかけとなり後の暴行へと繋がった。
前述の事もあり、三井率いる不良グループに屋上へと呼び出され、暴行を受ける。原作でも語られていたが、追加描写として、リョータはこの時内心怯えており、震える手をポケットに入れ平気なふりをしていた事、リョータのバッシュを三井が蹴飛ばす描写が追加されていた。
暴行を受けた後、傷だらけのまま家に帰宅。その際カオルに傷の事を尋ねられたが答えず、バッシュをダンボール箱にしまい込みバスケから離れる。
この事で気が立ったままバイクを猛スピードで運転し、大事故を起こす。病院で意識が戻った際にトンネルを出た際に（おそらく事故直前だと思われる）故郷沖縄の景色が見えたと話し、カオルに厳しく叱咤される。
退院後は沖縄に帰省。知り合いと再会したり、過去に自身が住んでいた家を見たりと懐かしんでいた。
大雨の中、秘密基地にも訪れる。おもちゃを手に取ったり、ソータと読んだ雑誌を取り出したりしていたが、1on1で使っていたしぼんだボールと赤いリストバンドを見つけ、ソータの事を思い出し号泣。その時には雨は止み夕日が見えていた。
再びバスケに熱を込めるようになり、砂浜でのビーチランやドリブルの練習などを行い、やがてチームに復帰する。
17歳の誕生日には母に宛てて手紙を書く。山王工業との試合に出場する直前であったため、出発前に置いていく形となった。

山王工業戦
山王工業戦直前、ロッカールームにて黒いリストバンドとソータの赤いリストバンドを付け「行ってくる」と決意を込める。
試合中は過去の事を思い出しながらも没頭。「流れは自分たちで持ってくるもんだろがよ!!」とチームを鼓舞したり「ドリブルこそがチビの生きる道なんだよ!!」と自身の体躯から出来る事を見出しゾーンプレスを突破、決して得意ではないフリースローを2本連続で成功させるなどチームに貢献する。
リョータ本人は知らないもののカオルも試合を見に来ており、ゾーンプレス突破の際には「行け」と何度も呟き思いを込めていた。
山王工業戦後
山王工業との試合後は帰省。カオルと話をしソータのリストバンドを渡す。兄の帰りに喜ぶアンナと海で遊ぶ。
その後、湘北でキャプテンとなって以降と思われる時期に渡米。先に渡米していたと思われる沢北栄治が所属するチームと対戦する場面で幕を閉じる。